# Framont
Framont är en kommun i departementet Haute-Saône i regionen Bourgogne-Franche-Comté i östra Frankrike. Kommunen ligger i kantonen Champlitte som tillhör arrondissementet Vesoul. År 2022 hade Framont 181 invånare.

## Befolkningsutveckling
Antalet invånare i kommunen Framont
| Referens: INSEE |